# Luisa De Cola
Luisa De Cola (Messina, 15 luglio 1960) è una chimica italiana, professoressa all’Università degli Studi di Milano e direttrice dell’unità “Materials for Health” all’Istituto di ricerche farmacologiche "Mario Negri" di Milano.

## Biografia
Si è laureata con lode in Chimica all'Università degli Studi di Messina nel 1983. Dopo un periodo di post-dottorato alla Virginia Commonwealth University di Richmond (Virginia) è stata ricercatrice all'Instituto F.R.A.E del CNR di Bologna (1986-1990) e quindi all'Università di Bologna fino al 1998, quando viene nominata professoressa all'Università di Amsterdam (cattedra di materiali fotonici molecolari). Nel 2004 è diventata Professoressa di Fisica e Chimica all'Università di Münster (cattedra di nanoelettronica e nanofotonica). Nel 2012 si è trasferita all'Università di Strasburgo (cattedra di chimica supramolecolare e bio-materiali). Dal 2020 è Professoressa all’Università degli Studi di Milano di Chimica generale e di Nanoparticelle inorganiche nelle scienze della vita e metodologie di caratterizzazione avanzate e direttrice dell’unità “Materials for Health” all’Istituto di ricerche farmacologiche "Mario Negri" di Milano. Continua inoltre a collaborare con il Karlsruher Institut für Technologie (KIT).

## Ricerche
I campi principali di indagine di Luisa De Cola riguardano: chimica e fotochimica supramolecolare, elettroluminescenza ed elettrochemiluminescenza, complessi metallici per diagnostica, nanomateriali per applicazioni biomediche e sistemi luminescenti.

## Riconoscimenti
Tra i principali riconoscimenti ricevuti:
- 1995 Premio Grammaticakis-Neumann della European Photochemistry Association
- 2011 Premio IUPAC per le donne più eminenti nel campo della chimica e dell'ingegneria chimica
- 2013 Membro dell'Academia Europæa
- 2014 Membro dell'Accademia Cesarea Leopoldina
- 2014 Cavaliere della Legion d'onore (Francia)
- 2019 Premio Izatt-Christensen per la chimica supramolecolare
- 2020 Medaglia d'oro "Giulio Natta" della Società chimica italiana
- 2024 Centenary Prize for Chemistry and Communication della Royal Society of Chemistry